# Wolfram von Admont
Wolfram OSB (* um 1150; † nach 1207 in Admont) war ein salzburgischer römisch-katholischer Geistlicher und von 1205 bis 1207 Abt der Benediktinerabtei St. Blasius zu Admont.
Nachfolger des 1205 verunglückten Abts Rüdiger von Admont wurde der aus dem thüringischen Kloster Reinhardsbrunn, eines der Hirsauer Reformklöster und Hauskloster der Landgrafen von Thüringen, stammende Wolfram gewählt, der aber aus gesundheitlichen  Gründe gezwungen war, am 6. Dezember 1207 sein Amt niederzulegen. 